# Neurolepis asymmetrica
Neurolepis asymmetrica är en gräsart som beskrevs av Lynn G. Clark. Neurolepis asymmetrica ingår i släktet Neurolepis och familjen gräs. IUCN kategoriserar arten globalt som sårbar. Inga underarter finns listade i Catalogue of Life.